# برادران پرسنیاکف
اولگ و ولادیمیر پرسن یاکف نویسنده، نمایش‌نامه‌نویس، فیلم‌نامه‌نویس، کارگردان، تهیه‌کننده و بازیگر هستند. آنها فرزندان یک زوج ایرانی روسی هستند (مادر ایرانی و پدر روسی). 
اولگ در سال ۱۹۶۹ و ولادیمیر در سال ۱۹۷۴ متولد شد. هر دو برادر فارغ‌التحصیل از دانشگاه M. Gorky Urals State University واقع در یکاترینبرگ  در سیبری هستند. اولگ در دانشکده تئوری ادبی و فلسفه تحصیل کرده و ولادیمیر تئوری ادبی و روانشناسی خوانده‌است.
این دو با کمک یکدیگر «تئاتر جوانان دانشگاه» را پایه‌گذاری کردند.